# گریس (بازی ویدئویی ۲۰۱۹)
«گریس» (انگلیسی: Gris) یک بازی ویدئویی در سبک سکوبازی و ماجراجویی است که توسط Devolver Digital و در سال ۲۰۱۸ و در پلت‌فرم‌های مایکروسافت ویندوز، مک‌اواس، نینتندو سوئیچ، اندروید، آی‌اواس، و پلی‌استیشن ۴ منتشر شده است.

## داستان
بازی ماجرای دختری به نام گریس را روایت می‌کند؛ این دختر جوان در کف دست مجسمه‌ای سنگی از خواب بیدار می‌شود. گریس سعی می‌کند آواز بخواند اما احساس خفگی به او دست می‌دهد. دستان مجسمه خرد می‌شود و دختر به پایین سقوط می‌کند. او روی زمین فرود می‌آید؛ زمینی بی‌رنگ و نشانی از طبیعت. او به جلو می‌رود و نورهایی پیدا می‌کند؛ نورهایی که شاید روزی او را به مجسمه برساند؛ مجسمه‌ای که به او کم شبیه نیست.

## میراث
در سال ۲۰۲۱، جی‌کیو اسپانا این بازی را جزو یکی از بهترین بازی‌های اسپانیایی که تا به حال ساخته شده نامید.